# Codognè
Codognè là một đô thị ở tỉnh Treviso trong vùng Veneto, có cự ly khoảng 50 km về phía bắc của Venice và khoảng 25 km về phía đông bắc của Treviso.
Codognè giáp các đô thị: Fontanelle, Gaiarine, Godega di Sant'Urbano, Mareno di Piave, San Fior, San Vendemiano, Vazzola.